# Trần Triệu Quân (võ sư)
Trần Triệu Quân (26 tháng 3 năm 1952–12 tháng 1 năm 2010) là một võ sư người Canada gốc Việt. Ông là người gốc Việt đầu tiên (cũng như người đầu tiên không phải gốc Hàn Quốc) làm chủ tịch một trong 3 tổ chức Liên đoàn Taekwon-Do quốc tế (International Taekwon-Do Federation - ITF), nhiệm kỳ 2003-2011. Ông đã qua đời trong trận Động đất tại Haiti vào ngày 12 tháng 1 năm 2010.

## Võ nghiệp
Từ năm 12 tuổi, ông bắt đầu học võ Taekwondo với võ sư Phạm Quang Thông ở Sài Gòn. Hai năm sau, ông bắt đầu tập môn võ này với những binh sĩ Hàn Quốc đóng quân tại miền Nam Việt Nam trong thời kỳ Chiến tranh Việt Nam (thời gian đầu, Taekwon-Do phát triển trong quân đội Hàn Quốc) cũng như với các huấn luyện viên Nam Hàn sang Việt Nam thi đấu. Năm 1969, khi mới 17 tuổi, ông mở một võ đường Taekwon-Do trong trường trung học Võ Trường Toản với sự đỡ đầu của Trung tá Kim Bong Sik, trưởng đoàn huấn luyện viên Nam Hàn .
Từ năm 1970, ông sang Canada du học ngành kỹ sư công chánh tại Đại học Laval tại Quebec, Canada, và dạy võ tại đây. Từ năm 1979, ông là học trò của tổ sư Choi Hong Hi. Năm 1981, ông là huấn luyện viên trưởng đội tuyển Taekwon-Do Canada và năm 1984, ông dẫn đầu đội tuyển Canada đoạt chức vô địch thế giới (World Championship) tổ chức ở Glasgow, Scotland. Năm 1985, ông đắc cử chức chủ tịch Tổng Cuộc Taekwon-Do Canada (và giữ 2 nhiệm kỳ, cho đến năm 1989). Năm 1991, ông làm chủ tịch Ủy ban Thi Đấu ITF và năm 2001 làm chủ tịch Tổng Cuộc Taekwon-Do châu Mỹ.
Sau cuộc chia rẽ trong ITF năm 2002, một nhánh do con trai Tổ sư làm chủ tịch (còn gọi là ITF Canada) thiết lập văn phòng ở Vancouver; một nhánh do võ sư Chang Ung làm chủ tịch (còn gọi là ITF Triều Tiên) tuy đóng ở Triều Tiên nhưng đòi quyền kiểm soát trụ sở tại Viên. Năm 2003, tại Đại hội ITF lần thứ 14 tại Warszawa, Ba Lan, ông được bầu làm chủ tịch ITF (khi đó ông có đệ bát đẳng huyền đai). Cả hai nhánh ITF Canada và ITF Triều Tiên đều không tham dự cũng như phủ nhận kết quả bầu cử này. Vì thế, thực tế đã hình thành một nhánh ITF thứ 3, thường được gọi là ITF Vienna, do võ sư Trần Triệu Quân làm chủ tịch. Khác với ITF Triều Tiên tuy tuyên bố có 122 tổ chức thành viên nhưng chỉ hoạt động chủ yếu ở Triều Tiên và ITF Canada chỉ có 6 tổ chức thành viên thuộc 2 quốc gia là Ấn Độ và Ailen và một lãnh thổ là Hong Kong; thì tổ chức ITF Vienna với ông làm chủ tịch, thực tế là tổ chức ITF lớn mạnh nhất với hơn 90 tổ chức thành viên của các quốc gia và lãnh thổ ở 5 châu lục. Đây là Tổng cuộc đầu tiên của Taekwon-Do trên thế giới và hiện là một trong 2 Liên đoàn Taekwondo lớn nhất thế giới.. Ông là người đầu tiên không phải gốc Hàn Quốc và cũng là người gốc Việt đầu tiên làm chủ tịch một tổ chức Teakwondo ở quy mô thế giới.
Ngày 1 tháng 6 năm 2007, Đại hội ITF lần thứ 16 được tổ chức tại thành phố Quebec (Canada), võ sư Trần Triệu Quân lại tiếp tục đắc cử thêm 1 nhiệm kỳ 2007-2011. Năm 2008, ông được phong cấp bậc "đại sư" với 9 đẳng (cao nhất ITF).. Ông là người gốc Việt thứ 3 mang đẳng cấp này sau võ sư Đặng Huy Đức và võ sư Nguyễn Văn Bình, hiện là Trưởng ban thi lên đai (Masters Promotion Committee) của ITF và chủ tịch ITF-USA. Cả hai đều là người Mỹ gốc Việt và đều do chính tổ sư Choi Hong Hi phong năm 2002. Trong số những người được võ sư Trần Triệu Quân hướng dẫn từ trước tới nay, hiện có nhiều người sống hoặc hoạt động võ thuật tại miền Nam California như võ sư Mai Việt Hưng (7 đẳng), võ sư Lý Hồng Khánh (6 đẳng), võ sư Từ Võ Hạnh (6 đẳng, trưởng môn Bắc Phong Võ Đạo), võ sư Văn Công Định (6 đẳng), võ sư Phạm Kim Tuấn (5 đẳng), Nghị Viên Westminster Tạ Đức Trí và Ủy viên Giáo dục Westminster Andrew Nguyễn..

## Kinh doanh
Cũng vốn là một kỹ sư xây dựng tốt nghiệp từ Đại học Laval, ông đã thành lập Công ty tư vấn xây dựng Norbati và đang làm ăn phát đạt với nhiều dự án tại Canada cũng như nhiều quốc gia khác trên thế giới. Năm 1994, khi còn là trung gian đại diện cho một công ty Mỹ kinh doanh vào Việt Nam, khi cuộc kinh doanh thất bại, ông bị nhà nước Việt Nam bắt và bị tuyên phạt tử hình, sau đổi thành 20 năm tù. Năm 1997, dưới áp lực của quốc tế, trong đó có một thỉnh nguyện thư với hơn 125 ngàn chữ ký, ông được trả tự do và về Canada. Tuy nhiên, sau đó, ông vẫn về Việt Nam nhiều lần để mở lớp tập huấn võ Taekwondo hoặc tham dự các khóa hội thảo kinh doanh. Tháng 1 năm 2010, ông đến Port-au-Prince theo một hợp đồng với Ngân hàng Thế giới về việc nâng cao chất lượng xây dựng ở Haiti thì gặp trận động đất lịch sử và qua đời vào ngày 12 tháng 1 năm 2010. Thi hài của ông được tìm thấy dưới đống đổ nát của khách sạn Montana ở Port-au-Prince, Haiti và được đưa về Canada vào ngày 14 tháng 2 năm 2010.

## Đời tư
Năm 1997, gia đình ông đã được trao danh hiệu "Gia đình của năm" cho khu vực và thành phố Quebec, ông được gọi là "Nhân vật của năm" do 6.000 thành viên của Hiệp hội chuyên nghiệp của các kỹ sư tại Quebec bầu chọn . Ông có 1 vợ là bà Nguyễn Thị Mỹ và ba con.